# 1399년

## 연호
- 명(明) 건문(建文) 원년
- 일본(日本) 오에이(応永) 6년
- 쩐 왕조(陳朝) 끼엔떤(建新) 2년

## 기년
- 명(明) 혜종 건문제(惠宗 建文帝) 원년
- 조선(朝鮮) 정종(定宗) 원년
- 쩐 왕조(陳朝) 소제(少帝) 2년

## 사건
- 음력 3월 7일 - 정종 (조선)이 개성으로 천도함.
- 9월 30일 - 랭커스터 공작 헨리 볼링브록이 리처드 2세를 폐하고 왕령과 랭커스터 공령을 합해 잉글랜드의 헨리 4세가 되다.

## 탄생
- 조선의 권채(權採). (~?)
- 조선의 문신 변상회(邊尙會). (~1485년)
- 조선의 문신 김문기. (~1456년)

## 사망
- 2월 3일 - 잉글랜드의 왕족 제1대 랭커스터 공작 곤트의 존. (1340년~)
- 11월 5일 - 조선의 판삼사사(判三司事) 설장수(偰長壽). (1341년~)

### 미상
- 조선의 중추원사(中樞院使) 장철(張哲). (?~)
- 조선의 서성군(瑞城君) 류원정(柳爰廷). (?~)
- 조선의 완산군(完山君) 이백유(李伯由). (?~)